# Au Yeong Wai Yhann
Au Yeong Wai Yhann, née le 18 janvier 1999 à Singapour, est une joueuse de squash professionnelle représentant Singapour. Elle atteint le 82e rang mondial en novembre 2022, son meilleur classement.
Elle est championne de Singapour à six reprises consécutivement de 2018 à 2023.

## Biographie
Elle bénéficie de la bourse Sport Singapore's Sport Excellence (Spex) qui couvre une grande partie de ses dépenses. En septembre 2023, elle devient la première Singapourienne à remporter un tournoi PSA. Elle est étudiante en licence de psychologie à l'université de Bristol et projette de passer professionnelle en 2024 à la fin de ses études.

## Palmarès

### Victoires
- Championnats de Singapour : 6 titres (2018-2023)